# Gare d'Isières
La gare d'Isières est une ancienne gare ferroviaire belge de la ligne 94, de Hal à Tournai (frontière) située à Isières, dans la commune d’Ath, en région wallonne dans la province de Hainaut.
Elle est mise en service en 1873 par les Chemins de fer de l’État belge et ferme aux voyageurs en 1984.

## Situation ferroviaire
Jusqu'à sa fermeture en 1984, la gare d'Isières était établie au point kilométrique (PK) 32,8 de la ligne 94, de Hal à Froyennes (frontière) entre la gare de Meslin-l'Évêque (disparue) et la gare d'Ath. De 1949 à 1984, le point d'arrêt de Lanquesaint s'intercalait entre Isières et Ath.
Isières se trouvait sur l'ancien tracé de la ligne 94, remplacé par une section plus rectiligne entre Marcq et Ath en 1985.

## Histoire
À plusieurs reprises entre 1864 et 1870, la Chambre des représentants examina une pétition réclamant l'établissement d'un arrêt à Isières sur la ligne de Bruxelles à Ath, en service à partir de 1866.
La halte d'Isières est mise en service le 16 novembre 1873 par l'Administration des chemins de fer de l’État belge (future SNCB).
Simple point d'arrêt géré depuis la gare de Ghislenghien, Isières accède au statut de halte le 29 septembre 1887 et reçoit en 1898 un bâtiment de gare de plan type 1893 à l'agencement très proche de celui de la gare de Meslin-l’Évêque mais sans aucune décoration de façade.
La SNCB, arguant du déclin du trafic des voyageurs, décide de supprimer la plupart des gares de la ligne 94 ; Isières ferme ses portes avec l'instauration du plan IC-IR, le 3 juin 1984. Le bâtiment de la gare a été effacé du paysage par la suite.
À partir de septembre 1985, une nouvelle section de Marcq à Ath remplace l'ancien tracé trop sinueux ; la section d'Ath à la zone industrielle de Ghislenghien reste en service comme ligne industrielle 287.